# Фоса (ліва притока Росі)
Фоса (також Корсунка) — річка в Україні, у Корсунь-Шевченківській міській громаді Черкаського району Черкаської області. Ліва притока Росі (басейн Дніпра).

## Опис
Довжина річки приблизно 14,4 км, площа басейну — 49 км². Ширина русла 3-10 м., споруджено 6 ставків.

## Розташування
Бере початок на північно-західній околиці села Моринці. Тече переважно на південний схід і в Корсуні-Шевченківському впадає в річку Рось, праву притоку Дніпра, за 67 км від її гирла.
Населені пункти вздовж берегової смуги: Ситники, Берлютине, Саморідня.
У верхів'ї річки розташоване заповідне урочище «Ганзик».
У другій половині ХIХ ст. у місті Корсуні-Шевченківському на річці спорудили Мартанський став, площею близько 40 га. В останні десятиліття його площа зменшилась до 19,1 га. У ставку трапляються риби – червоноперка, окунь, щука, карась, короп.

## Екологічні проблеми
При впадінні річки у Рось поблизу міста Корсунь-Шевченківський у Корсунку потрапляють неочищені побутові стоки, також зафіксована забудова прибережних територій.